# Transcendente meditatie

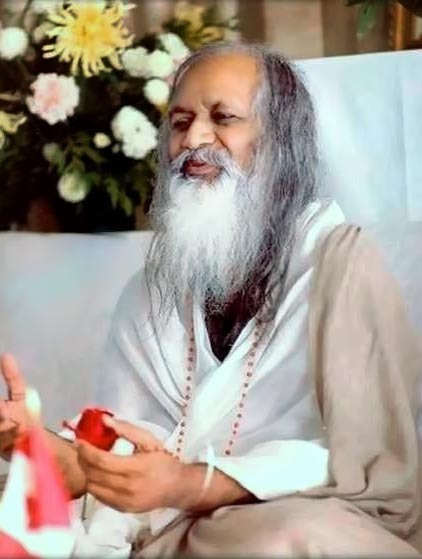
Maharishi Mahesh Yogi in 1978

Transcendente meditatie (TM) is een eind twintigste eeuw bekend geworden vorm van meditatie geïntroduceerd door Maharishi Mahesh Yogi in de jaren vijftig in India. Inmiddels hebben wereldwijd zes miljoen mensen een training gekregen in deze techniek, die meestal tweemaal per dag ruim een kwartier in een gemakkelijke zithouding beoefend wordt.
Transcendente meditatie is vandaag vooral bekend vanwege de vele beroemdheden die de techniek beoefenen en publiek ondersteunen.

## Geschiedenis
In 1957, aan het eind van een conventie van "spiritual luminaries" ("spiritueel verlichte personen") ter nagedachtenis aan de vorige "Shankaracharya van het Noorden", Swami Brahmananda Saraswati, luidde Bala-brahmachari Mahesh, later bekend als Maharishi Mahesh Yogi of eenvoudig "Maharishi" een "beweging tot spiritueel herstel van de wereld" in.
Een basisinstructie in transcendente meditatie wordt door een leraar of lerares van de organisatie gegeven, verdere instructies worden door Maharishi gegeven via video.
In de beginfase van de TM-beweging sprak Maharishi meer over de spirituele kanten van TM en heette de centrale organisatie "Spiritual Regeneration Movement". Later werd geprobeerd tot een meer wetenschappelijke onderbouwing en verificatie van de TM-techniek te komen, met een bijzondere aandacht voor tal van vermeende positieve effecten zoals het verminderen van stress als gevolg van herhaaldelijke ontspanning en bevordering van persoonlijke ontwikkeling.
Eind jaren 60 en begin jaren 70 van de 20e eeuw nam de populariteit van transcendente meditatie toe, onder andere dankzij de belangstelling van the Beatles. Later ontstond een breuk tussen the Beatles en Maharishi in zijn Transcendente Meditatie-academie in India. Volgens Deepak Chopra is de reden daarvan dat Maharishi niets moest hebben van hun drugsgebruik in zijn academie. George Harrison, Paul McCartney en Ringo Starr bleven mediteren en bleven de TM-techniek ook publiek ondersteunen. Ringo Starr, de drummer van de Beatles, zei in 2004 nog over transcendente meditatie: 'Voor mij is mediteren een pauze in het denken. De voordelen zijn het tot rust brengen van mijn geest en ziel. Aan het eind van de dag kan ik totaal kierewiet eindigen omdat ik bergen heb gemaakt uit molshopen. Met meditatie houd ik ze als molshopen.'

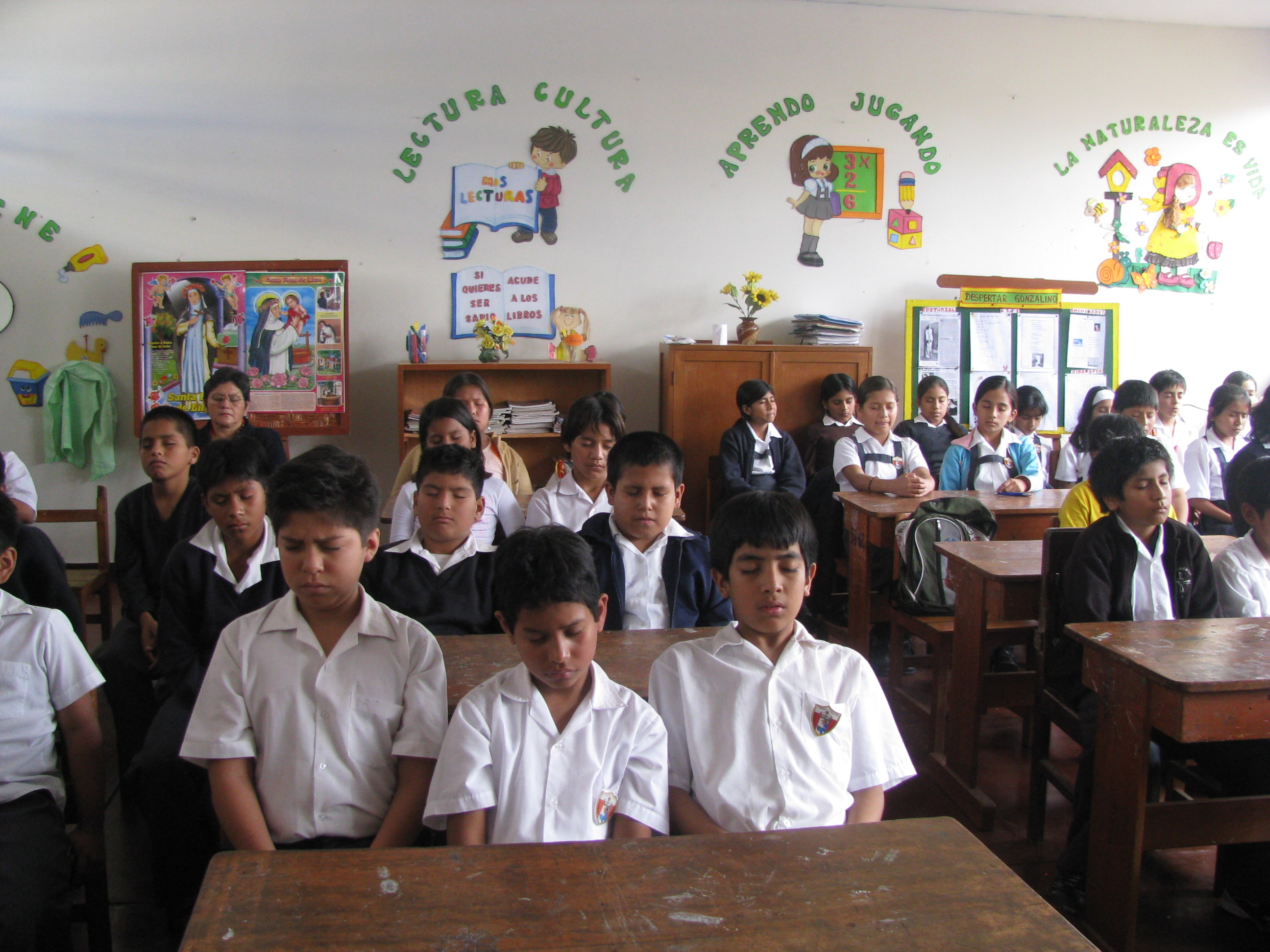
Een school in Peru die gesponsord wordt door het programma van David Lynch "Por la Educación Basada en la Conciencia." (Voor onderwijs gebaseerd op bewustzijnsontwikkeling)

Aan het begin van de jaren zeventig van de 20e eeuw lanceerde Maharishi het "wereldplan" voor de vestiging van één TM-onderwijscentrum per miljoen mensen van de wereldbevolking, wat destijds neerkwam op totaal 3600 TM-centra. Zulke centra zijn inmiddels opgericht, maar lang niet alle zijn nog operationeel. Tegenwoordig zijn er TM-centra en -instituten over de hele wereld en ongeveer 6 miljoen mensen hebben de techniek geleerd.
In 1990 vestigde Maharishi zich in Nederland in Vlodrop, gemeente Roerdalen, en coördineerde van daaruit de activiteiten van de TM-beweging tot zijn overlijden in 2008 aldaar. In Lelystad bevindt zich sinds 1985 een zogenaamd Sidhadorp, waar een paar honderd TM-beoefenaars wonen. Daar is ook de Maharishi-basisschool 'De Fontein', waar de kinderen op school Transcendente Meditatie doen.
Donovan is samen met de filmmaker David Lynch de VS rondgereisd met concerten en toespraken rond hun ervaring met transcendente meditatie om aandacht voor de David Lynch Foundation en Consciousness-Based Education te genereren. Dit fonds ondersteunt o.a. projecten om kinderen uit risicogroepen deze techniek te kunnen laten leren. Scholen waar de leerlingen ’s ochtends en ’s avonds in een "stilteperiode" de oefening doen, zouden niet alleen minder aan geweld en drugmisbruik onderhevig zijn, maar ook beter presteren dan het schoolgemiddelde in de VS. Op 4 april 2009 hebben onder meer Paul McCartney, Ringo Starr, Moby en Sheryl Crow meegewerkt aan een benefietconcert dat was georganiseerd door David Lynch voor het verder verspreiden van Transcendente Meditatie in scholen in onder andere Zuid-Amerika.

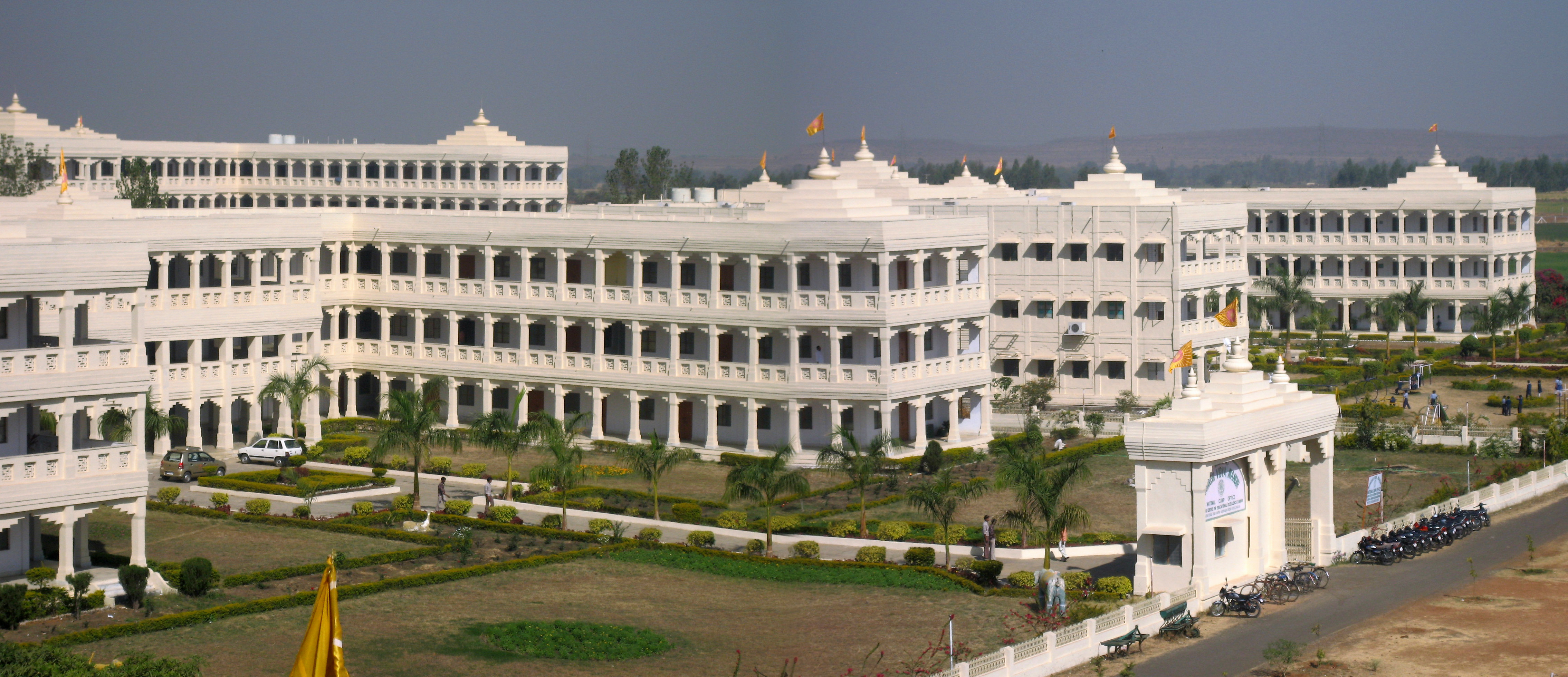
Maharishi Centre for Educational Excellence, Bhopal, India.

In India wordt transcendente meditatie beoefend aan honderden scholen, colleges en universiteiten met naar verluidt in totaal 250.000 scholieren/studenten.
Eind 2011/begin 2012 kreeg de techniek in de VS extra media-aandacht. Onder andere Dr. Oz en Oprah Winfrey bespraken de meditatietechniek in hun tv-programma’s. In 2012 werd in de serie "Oprah's Next Chapter" een documentaire uitgezonden waarin zij het dorp Fairfield in de VS bezoekt, waar de Maharishi University of Management staat en een groot gedeelte van de bevolking de transcendente meditatie beoefent.
In 2015 namen Sting en Katy Perry deel aan een tweede benefiet concert om het verspreiden van Transcendente Meditatie te ondersteunen.

## Techniek

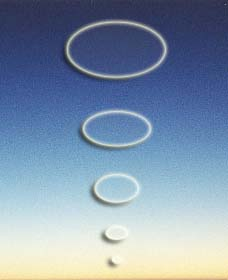
Illustratie van het mentale proces genaamd "transcenderen" tijdens de beoefening van Transcendente Meditatie

Transcendente meditatie wordt tweemaal per dag vijftien tot twintig minuten beoefend, in een zithouding. De TM-techniek bestaat voornamelijk uit het in gedachten herhalen van een geselecteerde woordklank, mantra genoemd, en het toelaten dat de herhaalde "klank" stiller en stiller wordt, tot de mantra verdwijnt en men alleen nog bewust is, zonder gedachten. Dit is de "inwaartse gang" van de meditatie en het doel ervan wordt transcendent of zuiver bewustzijn genoemd, in het Sanskriet: toerieja ("de vierde bewustzijnstoestand") of samadhi. Samen met de geest is ook het lichaam tot rust gekomen en begint "stress" op te ruimen, wat lichamelijke en daardoor ook weer geestelijke activiteit betekent: de uitwaartse gang van de meditatie. Als de zuivering afgelopen is begint weer de inwaartse gang, enzovoorts. Na de meditatie is het belangrijk te stabiliseren door middel van vertrouwde activiteit, om te voorkomen dat men gedesoriënteerd raakt.
Transcendente meditatie wordt in zeven stappen onderwezen door gecertificeerde leraren. Na twee informatieavonden heeft men een persoonlijk gesprek met de TM-leraar en kan men zich inschrijven. Dan wordt op afspraak de persoonlijke instructie gegeven, waarbij de TM-cursist de eigenlijke meditatie leert. Daarna volgen er drie avonden waarop de meditatie op juiste beoefening wordt geverifieerd en de TM-beoefening verder wordt toegelicht.
Gevorderde technieken hebben tot doel stilte en activiteit in het transcenderen te integreren. De meest bekende van deze zogenoemde sidhi's is het 'hoppen' of 'yogisch vliegen'. Sommigen noemen dit een spierreflex, anderen een voorstadium van levitatie. Beoefenaars van deze technieken, die Maharishi uit de Yogasoetra's van Patanjali heeft ontwikkeld, worden sidha's genoemd.

### Stress
Hans Selye, de Canadees-Oostenrijkse arts en endocrinoloog die het wetenschappelijk concept van stress introduceerde in de wereld, ontmoette in de jaren zeventig Maharishi. De lichamelijke effecten gemeten tijdens Transcendente Meditatie zijn volgens Hans Selye precies het tegenovergestelde van de lichamelijke reacties op stress. Hij beschreef transcendente meditatie als een methode die het centrale zenuwstelsel dusdanig kan ontspannen dat het ook beter met stress om kan gaan.
Er zijn meerdere definities van stress. Stress kan ook gedefinieerd worden als: "materiële of structurele onzuiverheden die het gevolg zijn van overbelasting van de fysiologie", waarbij niet onderscheiden wordt tussen geest en lichaam. Aanhangers gaan ervan uit dat het mogelijk is om door de afwisseling van meditatie en dagelijkse activiteit deze onzuiverheden volledig op te lossen en zo verlichting of "kosmisch bewustzijn" te bereiken.

### De mantra
Volgens de TM-organisatie zijn de mantra's klanken zonder betekenis, speciaal uitgezocht vanwege hun gunstige invloed op het zenuwstelsel van de persoon die mediteert. Dit in tegenstelling tot gebruik van soortgelijke mantra's in andere stromingen, waar de betekenis van de mantra wel een belangrijke rol speelt in de meditatieoefeningen.
Tijdens de rituele initiatie, waarbij een leerling samen is met een leraar, wordt de mantra aan de leerling meegedeeld. Beoefenaars van TM wordt aangeraden om hun mantra voor zich te houden en niet uit te spreken, omdat zijn doel is de geest naar binnen te leiden, naar meer verfijnde lagen van bewustzijn.
Als men eenmaal transcendente meditatie heeft leren beoefenen kan men daarna bij elke willekeurige TM-leraar terecht voor begeleiding en het verifiëren van de juiste beoefening van de meditatie.

## TM en religie
Transcendente Meditatie wordt beoefend door mensen uit alle culturen en van alle geloofsovertuigingen en zonder geloofsovertuigingen.
Oppervlakkig bezien zijn er veel culturele overeenkomsten aan te wijzen tussen Maharishi's Vedische wetenschap en diverse hindoeïstische tradities; in de praktijk lijkt het zowel Maharishi als de meeste TM-beoefenaars te doen om spirituele groei: de ontwikkeling van individu en samenleving in de richting van groter geluk en voorspoed. Alles wat daartoe kan bijdragen is voor de beoefenaar van TM van belang, of het nu tot de sfeer van de religie gerekend wordt of niet.

## Claims over de effecten van de meditatie
Een gevleugelde term bij de transcendente meditatie is De wetenschap der creatieve intelligentie. Door meditatie zou deze creatieve intelligentie toenemen.
Een andere claim is dat de beoefening van TM helpt om "hoger bewustzijn" te bereiken: Ieder mens zou "zuiver bewustzijn" in zich hebben, dat gemeenschappelijk is voor iedereen en dat, wanneer het met het waakbewustzijn wordt geïntegreerd, helpt bij het maken van de juiste keuzes in het dagelijkse leven. De meditatie zou deze integratie van het hogere bewustzijn met het waakbewustzijn bevorderen. Dit "zuiver bewustzijn" zou gekoppeld zijn aan "het goede", zodat mensen met een hoger ontwikkeld bewustzijn intuïtief beter zouden weten wat "goed" is en zodoende beter zouden kunnen handelen. Zo zou meditatie een positieve uitwerking kunnen hebben op het functioneren van de samenleving.

### Wetenschappelijke claims
Eind jaren zeventig werden de claims voor de resultaten van de TM-techniek en de meer gevorderde "TM-Sidhi-technieken" groter en meer gericht op de bestaande leden. Geclaimde resultaten waren bijvoorbeeld levitatie en het "Maharishi-effect": een meetbaar gedaalde criminaliteit in steden waar 1% van de inwoners TM beoefenden, of de vierkantswortel uit dit aantal als ze het TM-Sidhi-programma in groepsverband beoefenden.
Recentere beoordelingen kijken meestal weer meer naar de betekenis van TM voor het eigen functioneren, zoals verlaging van hoge bloeddruk, van stress en verbetering van het concentratievermogen. Ook vermindering van agressiviteit, illusies en dwangmatigheden zouden optreden, waardoor de beweging voorstellen deed om TM in te zetten bij de behandeling van geesteszieken. Anderen kwamen echter met aanwijzingen dat meditatie bij een deel van de psychiatrische patiënten kan leiden tot een verergering van bepaalde symptomen. Dit ging echter niet noodzakelijk over transcendente meditatie.

#### Tijdens de beoefening
Uit een review van 31 TM-onderzoeken blijkt dat proefpersonen tijdens TM-beoefening een zeer diepe toestand van rust ervaren, die significant dieper gaat dan gewone rust, en dat TM-beoefenaars ook buiten hun meditatie rustiger blijven.
Uit meer dan 30 gepubliceerde onderzoeken blijkt ook dat tijdens de TM-beoefening de EEG-coherentie verhoogt. EEG-coherentie is een indicatie van hoezeer de hersenen als één geheel werken, en is gelinkt aan hogere IQ en creativiteit.

#### Post Traumatische Stress Stoornissen
In November 2018 publiceerde The Lancet Psychiatry de resultaten van een studie van het V.S. Pentagon, waar het effect van Transcendente Meditatie op Post Traumatische Stress Stoornissen bij oorlogsveteranen vergeleken werd met hun "Gold Standard" behandeling, de meest effectieve methode die ze tot dan toe onderzocht hadden, een vorm van regressie therapie waar soldaten werd gevraagd om hun traumatische ervaringen te herbeleven. Uit de resultaten bleek dat Transcendente Meditatie een groter effect had

#### Hart- en vaatziekten
De National Institutes of Health (NIH), het medische onderzoeksinstituut van de Amerikaanse regering, heeft de afgelopen 20 jaar circa 20 miljoen dollar uitgegeven om onderzoek naar de Transcendente Meditatie techniek te ondersteunen. Onderzoek (mede) gefinancierd door NIH rapporteerde onder meer: een significante daling in bloeddruk,, vermindering van atherosclerose (aderverkalking), en vermindering van insulineresistentie (diabetes type 2).
Twee andere studies vonden een significante verlaging in totale cholesterol na een jaar Transcendente Meditatie-beoefening.
Een review in 2004 concludeerde dat er onvoldoende bewijs was om te beweren dat Transcendente Meditatie de bloeddruk verlaagt. Deze review kreeg echter zelf kritiek vanwege de gebruikte methodologie, onder meer in een latere mede door de NIH gesponsorde publicatie door onderzoekers verbonden aan de Maharishi University of Management. De meeste (gedeeltelijk) door de NIH gefinancierde bloeddrukstudies zijn ook gebeurd na deze publicatie. Een latere gedeeltelijk door de NIH gefinancierde review, eveneens van onderzoekers verbonden aan de MUM, kon concluderen dat er wel voldoende bewijsmateriaal was om te zeggen dat Transcendente Meditatie (als enige alternatieve methode die onderzocht was) wel degelijk een significant effect heeft op bloeddruk.
De American Heart Association is het eens met deze conclusie. In april 2013 concludeerden zij in hun eigen publicatie dat er voldoende bewijs is dat TM bloeddruk verlaagt en dat TM mag gebruikt worden als klinische behandeling voor bloeddruk. Alle andere meditatietechnieken werden afgeraden bij gebrek aan bewijs.

#### Ontwikkeling van hersenpotentieel
Een review van drie onafhankelijke gecontroleerde studies met in totaal 362 scholieren vond na 6 tot 12 maanden een significante stijging bij de transcendente meditatie groep op vijf gebieden die gerelateerd zijn aan hersenefficiëntie: creativiteit, praktische intelligentie, vloeibare intelligentie, veldonafhankelijkheid en mentale efficiëntie.
Andere studies vonden: vermindering van ADHD symptomen, verbeterd geheugen, betere efficiëntie van leren, en betere academische resultaten.

#### Vermindering van angststoornissen
Uit een review van 146 onafhankelijke onderzoeken die het effect van verschillende meditatie- en relaxatietechnieken op angst onderzochten bleek dat transcendente meditatie effectiever was dan andere meditatie- en relaxatiemethodes.

#### Niet schadelijk volgens IACSSO
Sinds 2000 onderzoekt het Informatie- en Adviescentrum inzake schadelijke sektarische organisaties (IACSSO) een honderdtal Belgische organisaties, waaronder de Transcendentente Meditatie organisatie, om te kijken of er mogelijke gevallen van schade zijn. In 2008 publiceerde IACSSO hun conclusies over de TM organisatie waaruit bleek dat ze bij beoefenaars geen enkel geval van schade konden vinden en dat ze "geen weet hebben van praktijken of feiten die indruisen tegen de wet".

#### Positieve impact in het onderwijs (EU)
Op 29 november 2018 kondigden onderzoekers de resultaten van een EU-studie rond transcendente meditatie in het onderwijs aan. Middels een subsidie van een half miljoen euro werd het onderwezen in drie scholen in Nederland, Portugal en Zweden. De resultaten waren minder faalangst, angst voor vernedering en betere sociale vaardigheden bij scholieren, en minder stress en burn-outs en meer voldoening van hun werk bij leraren. De EU heeft de studie uitgebreid naar meer dan tien scholen, waaronder ook twee in België.

## Bekende beoefenaars

### Vlaanderen
Tim Van Aelst

Tom Barman

Selah Sue

Eva De Roovere

Kobe Desramaults

Koen Naert

Jef Vermassen

Marcel Vanthilt

### Verenigde Staten van Amerika
Tom Hanks

Oprah Winfrey

Clint Eastwood

Hugh Jackman

Ellen Degeneres

Jerry Seinfeld

Jennifer Aniston

Katy Perry

Cameron Diaz

### Verenigd Koninkrijk
Paul McCartney